# 동아프리카뜀토끼
동아프리카뜀토끼(Pedetes surdaster)는 뜀토끼과에 속하는 설치류의 일종이다.

## 분류학
동아프리카뜀토끼는 1997년 매티(Matthee)와 로빈슨(Robinson)가 유전학과 형태학 그리고 동물행동학적 차이에 기반하여 남아프리카뜀토끼(P. capensis)와 구별하고 별도의 종으로 기재했다. 남아프리카의 남아프리카뜀토끼(P. capensis)는 동아프리카뜀토끼가 가진 염색체(2n = 40)보다 적은 수의 염색체(2n= 38)와 일부의 기타 유전적 변이를 갖고 있다. 그리고 2005년 디털렌(Dieterlen)이 이를 확인했다.

## 분포
케냐 중부와 남부 지역 그리고 탄자니아 대부분의 지역에서 발견된다. 케냐 국경 근처 모로토 산의 우간다에서 단 한점의 표본이 발견된 기록이 있다. 해수면부터 해발 고도 2,000m 높이 사이에서 발견된다.

## 특징
동아프리카뜀토끼는 작은 캥거루와 유사하고, 일종의 래빗 정도의 크기이다. 중간 갈색을 띠며, 크고 쫑긋 세운 귀 그리고 아주 짧은 다리와 길고 강력한 뒷다리를 갖고 있다. 한번에 최대 2m까지 도약하며, 검은 털이 드리워진 긴꼬리로 균형을 잡는다. 다람쥐처럼 궁둥이로 앉을 수 있다.

## 생태
야행성 동물로 낮에는 굴 속에서 시간을 보낸다. 준건조 초원 서식지에서 서식한다. 먹이는 식물과 뿌리 그리고 기타 식물성 물질이며, 가끔은 곤충을 먹기도 한다.